# Parotoplana primitiva
Parotoplana primitiva är en plattmaskart som beskrevs av Ax 1955. Parotoplana primitiva ingår i släktet Parotoplana och familjen Otoplanidae. Inga underarter finns listade i Catalogue of Life.